# Santa Silvia
Silvia (520 circa – Roma, 592) è stata una nobile romana, moglie del senatore Gordiano e madre del futuro papa Gregorio I; è venerata come santa dalla Chiesa cattolica che la commemora il 3 novembre.

## Agiografia
Nata a Roma intorno al 520 in una famiglia di modeste condizioni ma discendente forse dall'illustre gens Octavia, aveva due sorelle: Emiliana e Tarsilia (o Tarsilla), anch'esse sante. Secondo un'altra tradizione sarebbe nata in Sicilia, forse a Palermo altre supposizioni si fanno su Vizzini; è comunque storicamente provato che la famiglia, alquanto agiata, aveva possedimenti sia a Roma che in Sicilia. Nel 538 sposò il senatore Gordiano, che apparteneva alla gens Anicia, nobile famiglia romana alla quale sembra sia da ascrivere anche san Benedetto. La coppia andò ad abitare nella villa degli Anici sul colle Celio al Clivo di Scauro, dove oggi si trova la chiesa di San Gregorio al Celio. Ebbe due figli, il primogenito fu Gregorio, poi eletto al soglio pontificio nel 590.
Rimasta vedova intorno al 573, si ritirò in una casa sull'Aventino chiamata Cella Nova, seguendo la regola benedettina e dedicando il resto della sua vita alla preghiera, alla meditazione e all'aiuto dei malati e dei più bisognosi. Il figlio Gregorio continuò invece ad abitare nella villa paterna, che trasformò in monastero e dove eresse una chiesa dedicata a sant'Andrea (l'attuale oratorio di Sant'Andrea al Celio). In questo periodo sua madre si preoccupava di fargli recapitare ogni giorno un pasto caldo, temendo che l'austerità della vita eremitica ne compromettesse ulteriormente la salute già cagionevole.

## Culto
Silvia morì nel 592; papa Gregorio la fece seppellire nel monastero di Sant'Andrea, nel sepolcro dove già si trovavano le sorelle (o cognate) Tarsilla ed Emiliana, e vi fece dipingere la sua immagine con la croce nella destra e un libro nella sinistra recante la scritta: «Vivit anima mea et laudabit te, et iudicia tua adiuvabunt me» ("Vive la mia anima e ti loderà, e i tuoi giudizi mi aiuteranno"). 
Qui, nel 1603, il cardinale Cesare Baronio fece erigere l'oratorio di Santa Silvia al Celio e in quello stesso anno ottenne da papa Clemente VIII che il nome di santa Silvia venisse inserito nel Martirologio Romano al 3 novembre. 
Su sollecitazione invece di papa Giovanni XXIII, il 23 febbraio del 1959, nel quartiere Portuense, venne istituita una parrocchia dedicata alla madre di san Gregorio Magno, la cui chiesa fu aperta al culto nel 1968. 
La sua memoria liturgica ricorre il 3 novembre.